# Път (физична величина)
Път се нарича разстоянието, изминато от материална точка (частица), при движението ѝ по дадена траектория. Зависимостта на пътя от времето и от ускорението е както следва:
S=t.V
където s е пътя, а а е ускорението. Причината за ускорението може да бъде някаква сила - механична, електромагнитна, гравитационна, както и комбинация от сили.
В частния случай на постоянно ускорение ({\displaystyle a=const}) и ограничен период на наблюдение горната формула се свежда до
{\displaystyle s={\frac {1}{2}}at^{2}+v_{0}t+s_{0}}
Тук {\displaystyle v_{0}} и {\displaystyle s_{0}} са съответно скоростта и изминатият път в момента на начало на наблюдението (t=0).
При {\displaystyle a=0}, т.е. ако ускорението е нула, скоростта е постоянна ({\displaystyle v=const}) и горната формула се свежда до
{\displaystyle s=vt+s_{0}}
В международната система SI пътят се измерва в метри.